# Liste der Biografien/Burr
Liste der Biografien |
Portal Biografien |
Personensuche
# |
A |
B |
C |
D |
E |
F |
G |
H |
I |
J |
K |
L |
M |
N |
O |
P |
Q |
R |
S |
T |
U |
V |
W |
X |
Y |
Z |
?
 
Ba |
Be |
Bd |
Bg |
Bh |
Bi |
Bj |
Bl |
Bm |
Bn |
Bo |
Br |
Bs |
Bu |
Bw |
By |
Bz
 
Bua |
Bub |
Buc |
Bud |
Bue |
Buf |
Bug |
Buh |
Bui |
Buj |
Buk |
Bul |
Bum |
Bun |
Buo |
Buq |
Bur |
Bus |
But–Buz
 
Bura |
Burb |
Burc |
Burd |
Bure |
Burf |
Burg |
Burh |
Buri |
Burj |
Burk |
Burl |
Burm |
Burn |
Buro |
Burp |
Burq |
Burr |
Burs |
Burt |
Buru |
Burv |
Burw |
Burx |
Bury |
Burz
Die Liste der Biografien führt alle Personen auf, die in der deutschsprachigen Wikipedia einen Artikel haben. Dieses ist eine Teilliste mit 181 Einträgen von Personen, deren Namen mit den Buchstaben „Burr“ beginnt.

## Burr
- Burr, Aaron (1756–1836), amerikanischer Politiker, dritter Vizepräsident der Vereinigten StaatenAaron Burr (1756–1836)

Aaron Burr (1756–1836)

- Burr, Aaron Columbus († 1882), amerikanischer Juwelier und Unternehmer
- Burr, Aaron Sr. (1716–1757), amerikanischer presbyterianischer Geistlicher, Präsident des College of New Jersey
- Burr, Albert G. (1829–1882), US-amerikanischer Politiker
- Burr, Bill (* 1968), US-amerikanischer Stand-up-Comedian, Schauspieler, Schriftsteller, Musiker, Produzent, Podcaster und Gesellschaftskritiker
- Burr, Brooks M. (* 1949), US-amerikanischer Ichthyologe, Ökologe und Hochschullehrer
- Burr, Clive (1957–2013), britischer Schlagzeuger
- Burr, Dieter (* 1957), deutscher Politiker (AUF)
- Burr, Elisabeth (* 1952), deutsche Romanistin
- Burr, Esther Edwards (1732–1758), Tagebuchschreiberin
- Burr, Fritz († 1949), deutscher Zeppelin-Mitarbeiter und Gründer des Aluminium-Walzwerkes in Wutöschingen
- Burr, H. Hale, US-amerikanischer Offizier, Generalmajor der US Air Force
- Burr, Harold Saxton (1889–1973), US-amerikanischer Anatom
- Burr, Henry (1872–1946), britischer Sportschütze
- Burr, Henry (1882–1941), kanadischer Sänger und Hörfunkproduzent
- Burr, Jannette (1927–2022), US-amerikanische Skirennläuferin
- Burr, Jeff (1963–2023), US-amerikanischer Filmregisseur und Schauspieler
- Burr, Jon (* 1953), US-amerikanischer Jazzmusiker
- Burr, Raymond (1917–1993), kanadischer Theater-, Fernseh- und FilmschauspielerRaymond Burr (1917–1993)

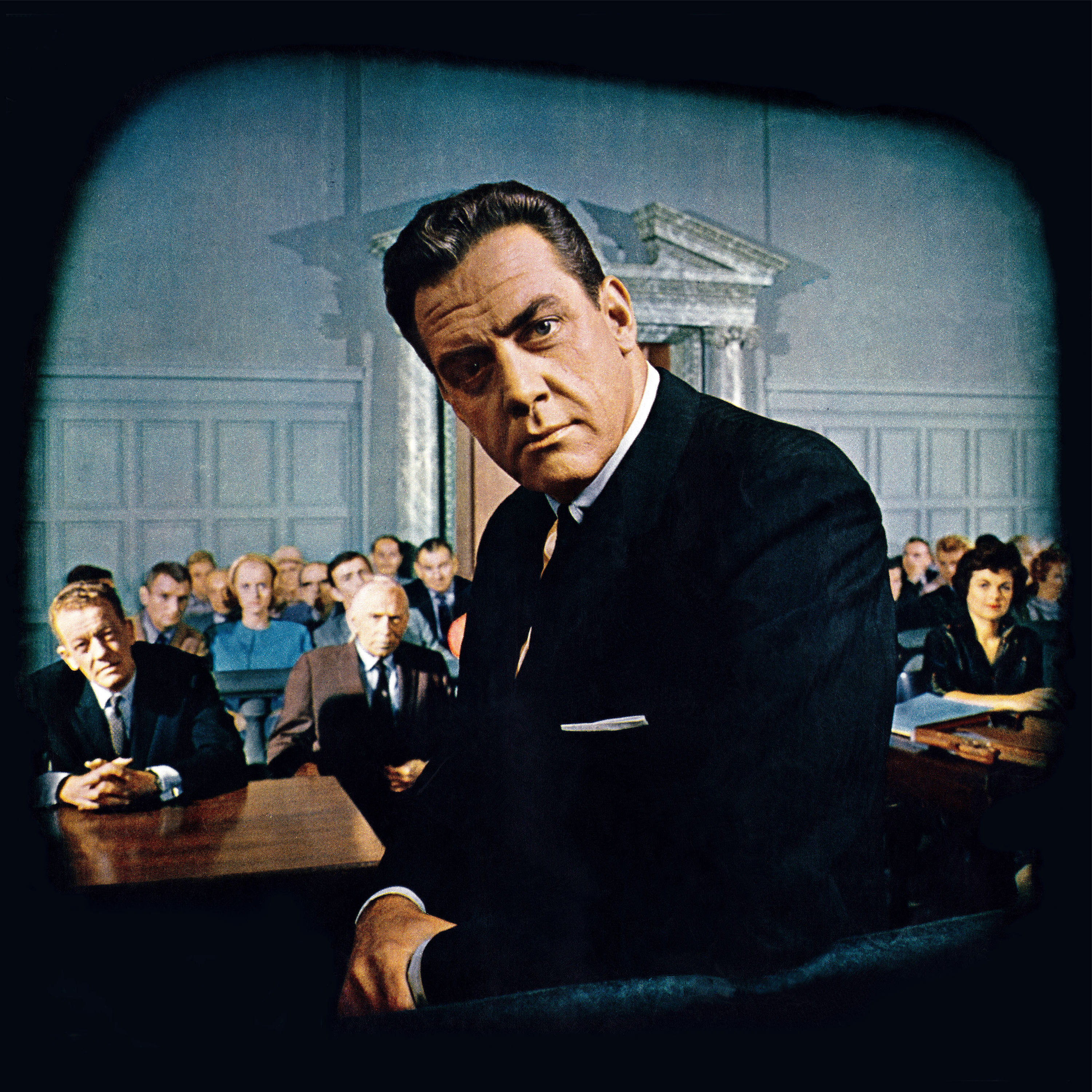
Raymond Burr (1917–1993)

- Burr, Richard (* 1955), US-amerikanischer Politiker
- Burr, Richard M. (* 1964), australischer Generalleutnant; Generalstabschef des australischen Heeres
- Burr, Shawn (1966–2013), kanadischer Eishockeyspieler und -funktionär
- Burr, Theodore (1771–1822), US-amerikanischer Bauingenieur
- Burr, Viktor (1906–1975), deutscher Althistoriker und Bibliothekar
- Burr, William Hubert (1851–1934), US-amerikanischer Bauingenieur
- Burr, Wolfgang (1939–2017), deutscher Jurist und Beamter
- Burr, Wolfgang (* 1966), deutscher Betriebswirtschaftler
- Burr-Kirven, Ben (* 1997), US-amerikanischer American-Football-Spieler

### Burra
- Burra, Edward (1905–1976), britischer Maler
- Burra, John (* 1962), tansanischer Langstreckenläufer
- Burrage, Jodie (* 1999), britische Tennisspielerin
- Burrage, Ronnie (* 1959), US-amerikanischer Jazzschlagzeuger
- Burraj, Franko (* 1998), albanischer Sprinter
- Burrard-Neale, Harry (1765–1840), britischer Admiral und Politiker, Mitglied des House of Commons

### Burre
- Burrekers, Mandy (* 1988), niederländische Handballspielerin
- Burrell, Boz (1946–2006), britischer Rockmusiker (Bass, Gesang)Boz Burrell (1946–2006)

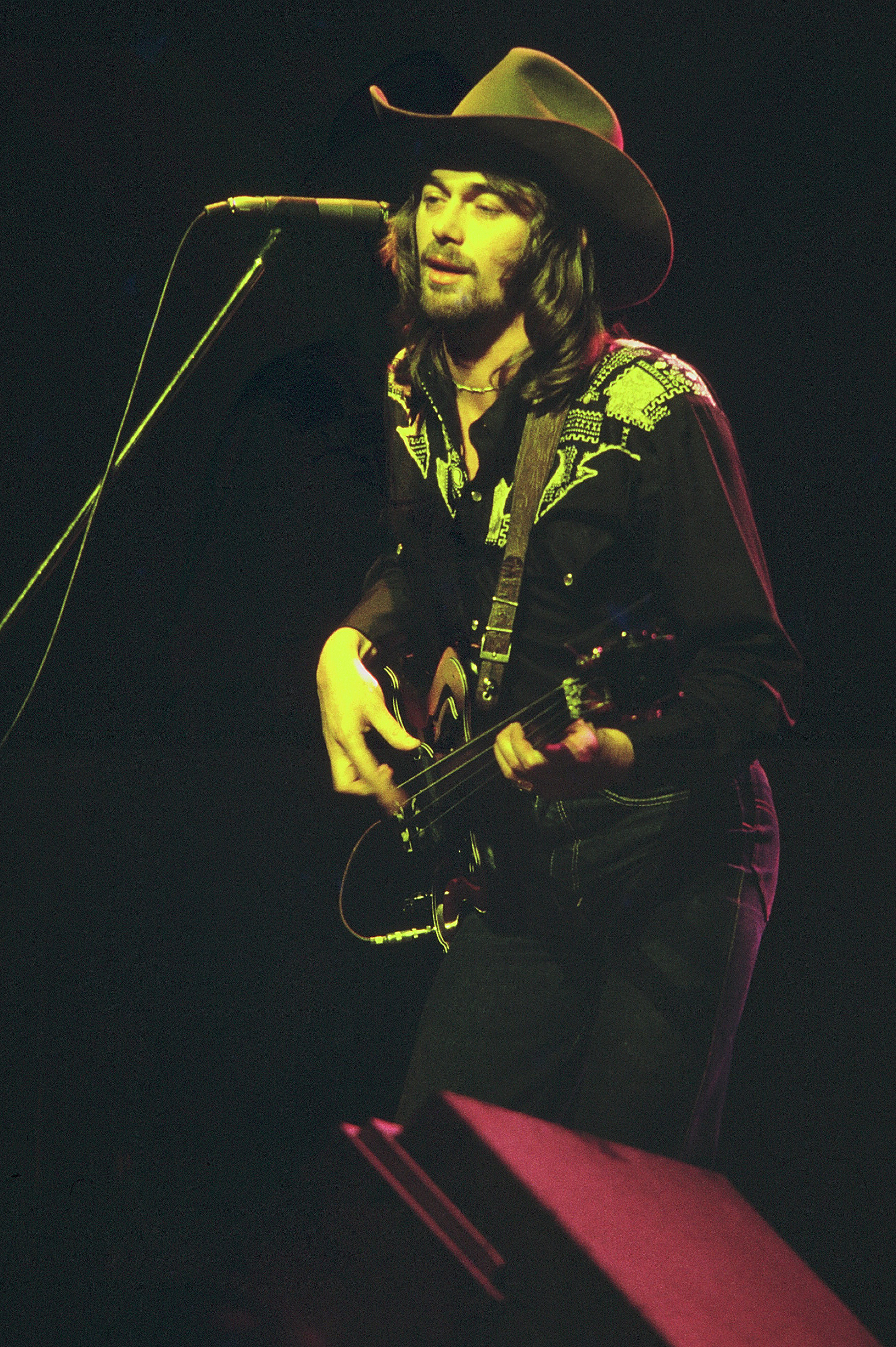
Boz Burrell (1946–2006)

- Burrell, Dave (* 1940), US-amerikanischer Jazzpianist
- Burrell, Dawn (* 1973), US-amerikanische Weitspringerin
- Burrell, Duke (1920–1993), US-amerikanischer Jazzmusiker
- Burrell, Ezra A. (* 1867), US-amerikanischer Politiker
- Burrell, Horace (1950–2017), jamaikanischer Fußballfunktionär und Unternehmer
- Burrell, Jeff (* 1968), US-amerikanischer Schauspieler, Sprecher, Synchronsprecher und Synchronregisseur
- Burrell, Keith (* 1947), US-amerikanischer Physiker
- Burrell, Kenny (* 1931), US-amerikanischer Jazzmusiker (Gitarre, auch Gesang)
- Burrell, Leroy (* 1967), US-amerikanischer Sprinter und Olympiasieger
- Burrell, Noah (* 1997), schweizerischer Basketballspieler
- Burrell, Orlando (1826–1921), US-amerikanischer Politiker
- Burrell, Otis (* 1944), US-amerikanischer Leichtathlet
- Burrell, Paul (* 1958), britischer Butler der britischen Königsfamilie (1976–1997)
- Burrell, Philip (1954–2011), jamaikanischer Musikproduzent
- Burrell, Reto (* 1973), Schweizer Musiker, Songwriter und Musikproduzent
- Burrell, Ronald (* 1983), amerikanischer Basketballspieler
- Burrell, Sheila (1922–2011), britische Schauspielerin
- Burrell, Shelia (* 1972), US-amerikanische Siebenkämpferin
- Burrell, Stanley (* 1984), US-amerikanischer Basketballspieler
- Burrell, Ty (* 1967), US-amerikanischer SchauspielerTy Burrell (* 1967)

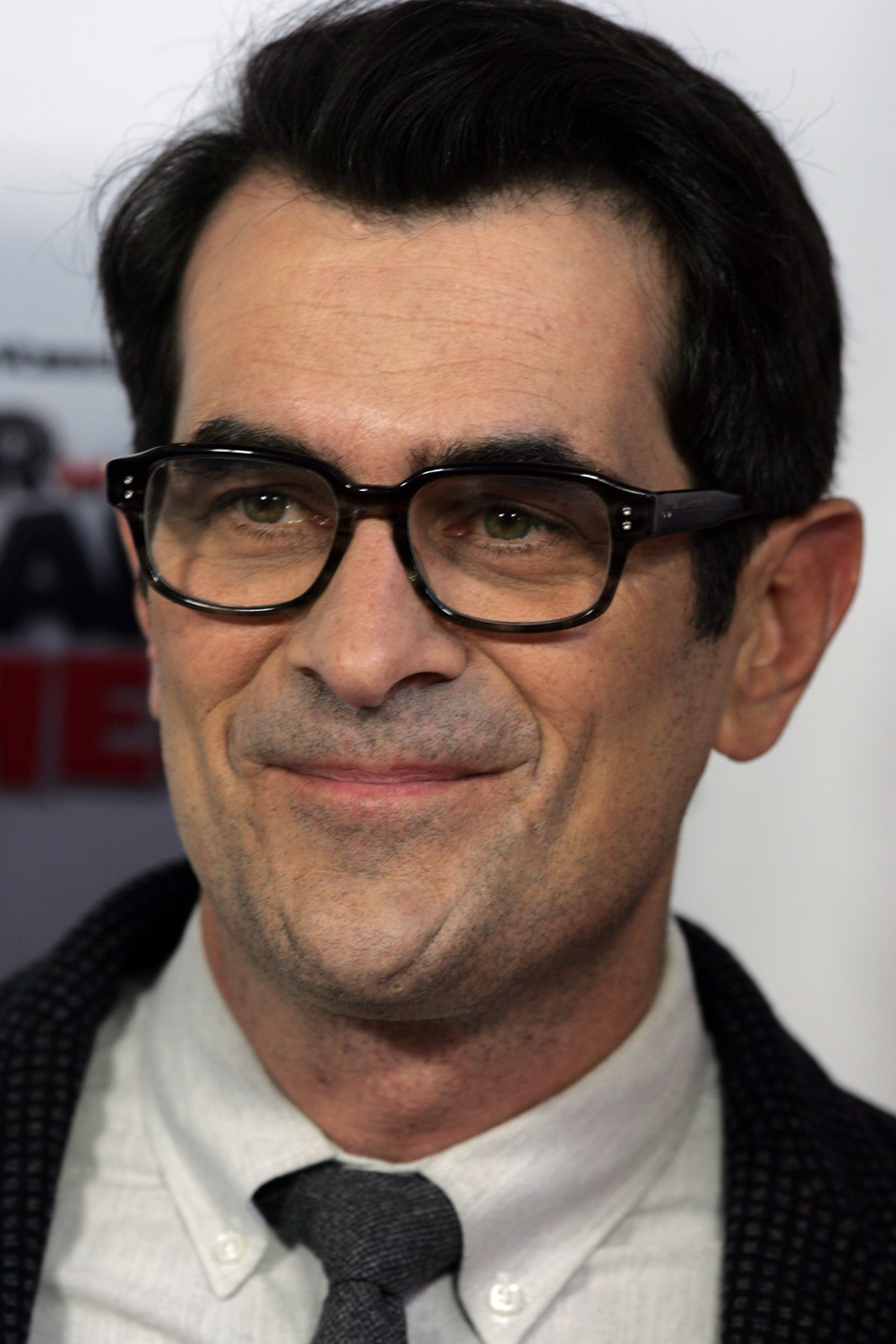
Ty Burrell (* 1967)

- Burrell, William (1861–1958), britischer Reeder und Kunstsammler
- Burren, Ernst (* 1944), Schweizer Mundartschriftsteller
- Burren, Hans (1915–1979), Schweizer Politiker (BGB)
- Burren, Yanik (* 1997), Schweizer Eishockeyspieler
- Burress, Hedy (* 1973), US-amerikanische Schauspielerin
- Burress, Plaxico (* 1977), US-amerikanischer American-Football-Spieler
- Burress, Withers A. (1894–1977), US-amerikanischer Generalleutnant (U.S. Army)
- Burret, Carl Joseph (1761–1828), preußischer Verwaltungsbeamter und Landrat
- Burret, Max (1883–1964), deutscher Botaniker
- Burretti, Freddie (1951–2001), britischer Sänger und Modedesigner

### Burri
- Burri, Adrian (* 1992), Schweizer Schauspieler, Sänger und Moderator
- Burri, Alberto (1915–1995), italienischer MalerAlberto Burri (1915–1995)

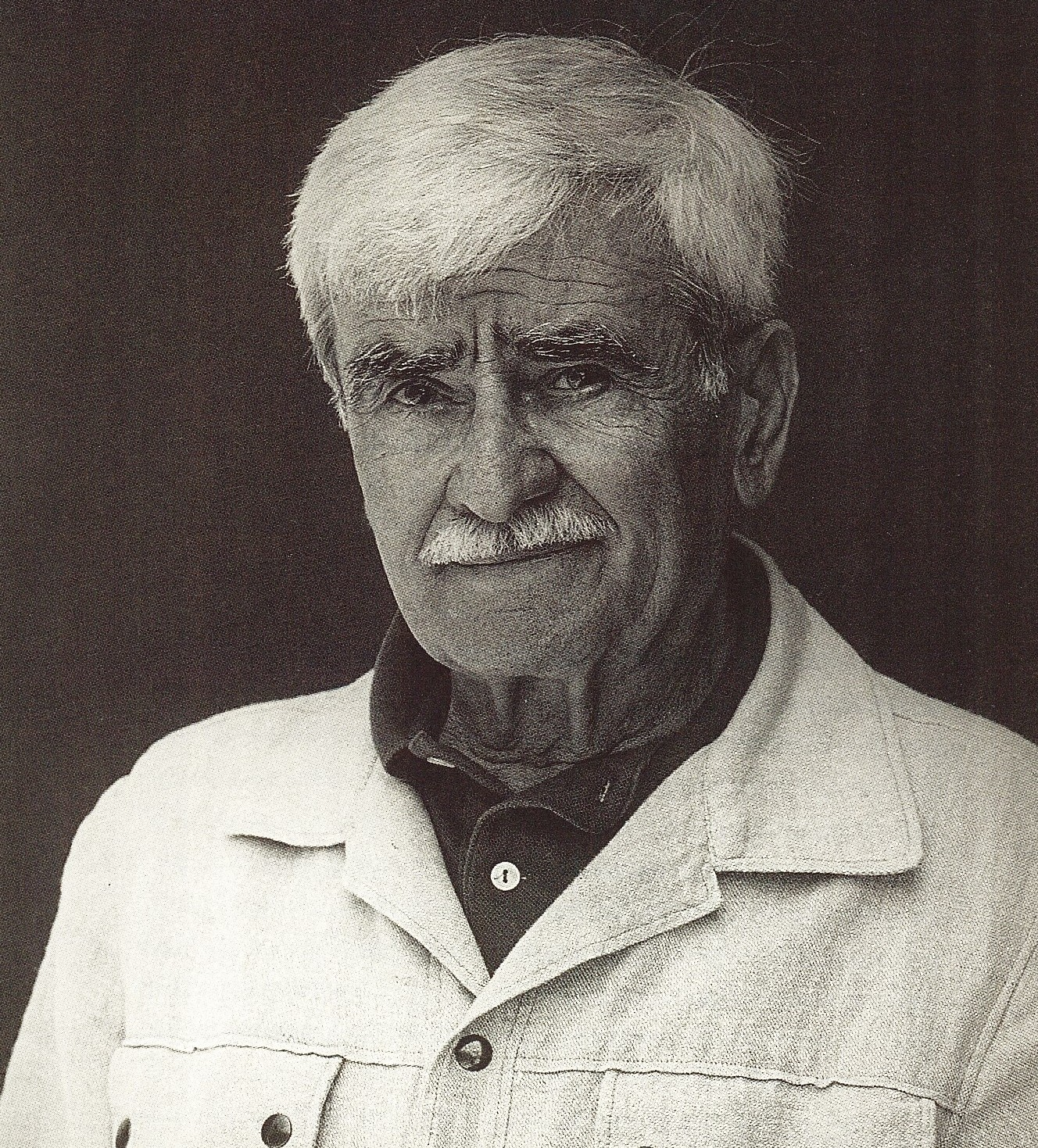
Alberto Burri (1915–1995)

- Burri, Alex (* 1968), Schweizer Philosoph und Hochschullehrer
- Burri, Angy (1939–2013), Schweizer (Lebens-)Künstler, Kunsthandwerker, Filmemacher, Musiker und Stadtoriginal («Stadtindianer») von Luzern
- Burri, Ariane (* 2000), Schweizer Snowboarderin
- Burri, Bobby (* 1949), Schweizer Jazzmusiker
- Burri, Caius (1933–2002), Unfallchirurg und Kunstmäzen
- Burri, Conrad (1900–1987), Schweizer Mineraloge
- Burri, Elisabeth (1924–2023), Schweizer Textilkünstlerin
- Burri, Emil (1902–1966), deutscher Drehbuchautor
- Burri, Hanspeter (* 1963), Schweizer Fußballspieler
- Burri, Ignaz (1872–1958), Schweizer Politiker (FDP)
- Burri, Julien (* 1980), Schweizer Journalist und Schriftsteller
- Burri, Melanie (* 1996), Schweizer Unihockeyspielerin
- Burri, Monika (* 1970), Schweizer Historikerin, Publizistin und Autorin
- Burri, Nina (* 1977), Schweizer Kontorsionistin und Balletttänzerin
- Burri, Oskar (1913–1985), Schweizer Architekt und Innenarchitekt
- Burri, Otto (1909–1996), Schweizer panidealistischer Autor
- Burri, Pascal (* 1965), Schweizer katholischer Geistlicher und Kaplan der päpstlichen Schweizergarde im Vatikan
- Burri, René (1933–2014), Schweizer Fotograf
- Burri, Robert (1867–1952), Schweizer Bakteriologe
- Burri, Ruth (1935–2019), Schweizer Künstlerin
- Burri, Werner (1898–1972), Schweizer Keramiker
- Burri-Bayer, Hildegard (* 1958), deutsche SchriftstellerinHildegard Burri-Bayer (* 1958)

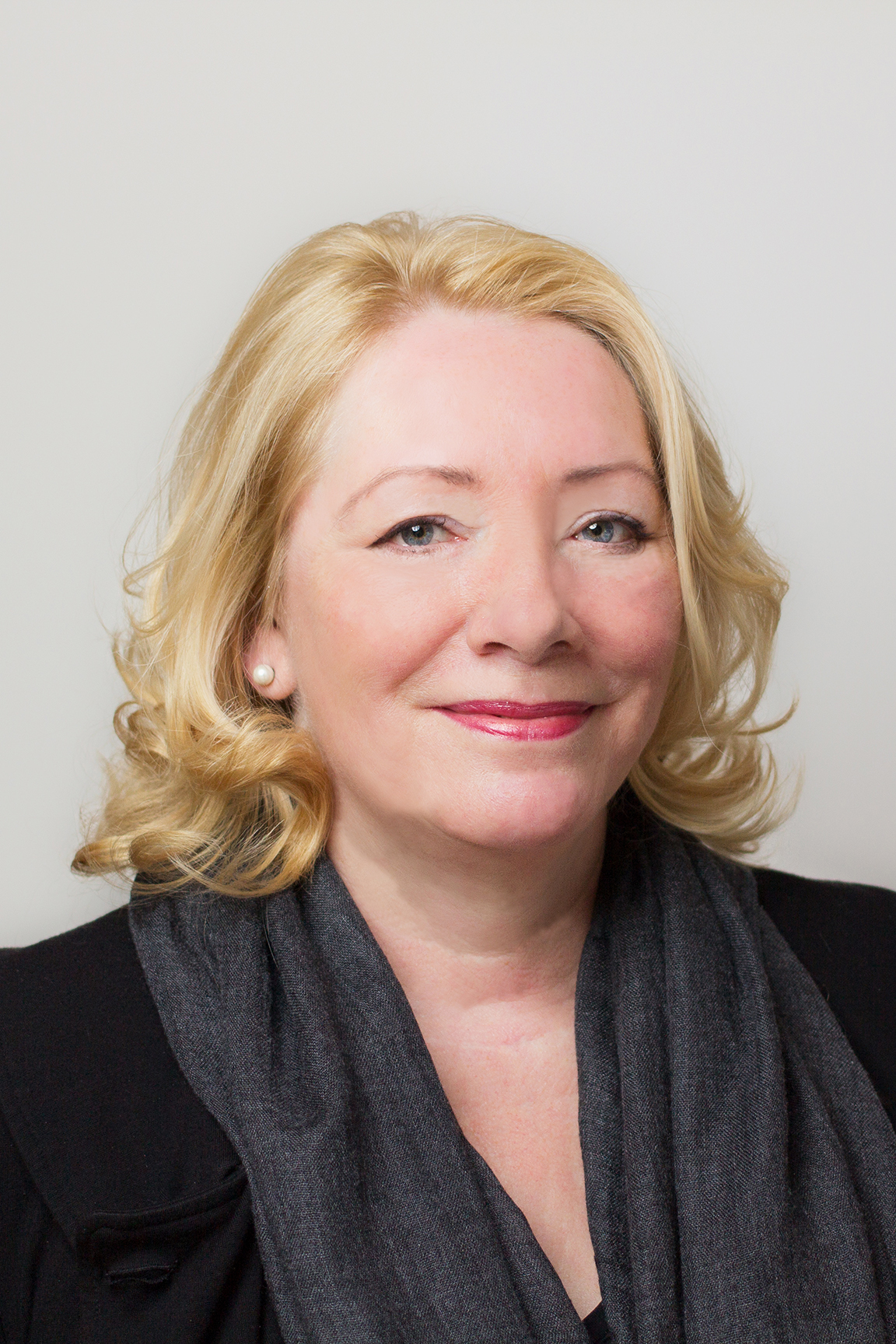
Hildegard Burri-Bayer (* 1958)

- Burri-Bischof, Rosellina (1925–1986), Schweizer Herausgeberin und Kuratorin
- Burrichter, Brigitte (* 1958), deutsche Romanistin
- Burrichter, Rita (* 1961), deutsche römisch-katholische Theologin
- Burridge, Brian (* 1949), britischer Air Chief Marshal
- Burridge, Kenelm (1922–2019), britischer Ethnologe
- Burridge, Levi Spear (1829–1887), US-amerikanischer Zahnarzt
- Burridge, Randy (* 1966), kanadischer Eishockeyspieler
- Burridge, Tom (1881–1965), englischer Fußballspieler
- Burrill, Charles L. (1862–1931), US-amerikanischer Politiker (Republikanische Partei), State Treasurer von Massachusetts
- Burrill, Gary (* 1955), kanadischer Politiker und Pfarrer
- Burrill, James (1772–1820), US-amerikanischer Politiker
- Burrill, Thomas Jonathan (1839–1916), US-amerikanischer Botaniker und Phytopathologe
- Burrill, Timothy (* 1931), walisischer Filmproduzent
- Burrin, Philippe (* 1952), Schweizer Historiker
- Burrington, George († 1759), britischer Politiker; Gouverneur der Province of North Carolina
- Burrini, Gino (1934–2022), italienischer Skirennläufer
- Burrini, Giovanni Antonio (1656–1727), italienischer Barock und Rokoko-Maler
- Burrini, Sarah (* 1979), deutsche Comiczeichnerin und -autorin
- Burris, Miles (* 1988), American-Football-Linebacker und Schauspieler
- Burris, Robert H. (1914–2010), US-amerikanischer Biochemiker
- Burris, Roland (* 1937), US-amerikanischer Jurist und Politiker
- Burritt, Elihu (1810–1879), US-amerikanischer Diplomat, Philanthrop und Friedensaktivist
- Burritt, Elijah Hinsdale (1794–1838), US-amerikanischer Mathematiker und Astronom
- Burritt, John (1934–2015), US-amerikanischer Skilangläufer und Biathlet

### Burrm
- Burrmeister, Otto (1899–1966), deutscher Festspielleiter

### Burro
- Burroni, Vincent (* 1947), französischer Politiker, Mitglied der Nationalversammlung
- Burros, Dan (1937–1965), US-amerikanischer Neonazi
- Burrough, Tony, Szenenbildner
- Burroughs, Alvin (1911–1950), US-amerikanischer Jazz-Schlagzeuger
- Burroughs, Augusten (* 1965), US-amerikanischer Schriftsteller und Journalist
- Burroughs, Bryson (1869–1934), amerikanischer Maler und Leiter der Gemäldeabteilung des Metropolitan Museum of Art in New York City
- Burroughs, Craig (1942–2011), amerikanischer Unternehmer im Schienenverkehr
- Burroughs, Edgar Rice (1875–1950), US-amerikanischer SchriftstellerEdgar Rice Burroughs (1875–1950)

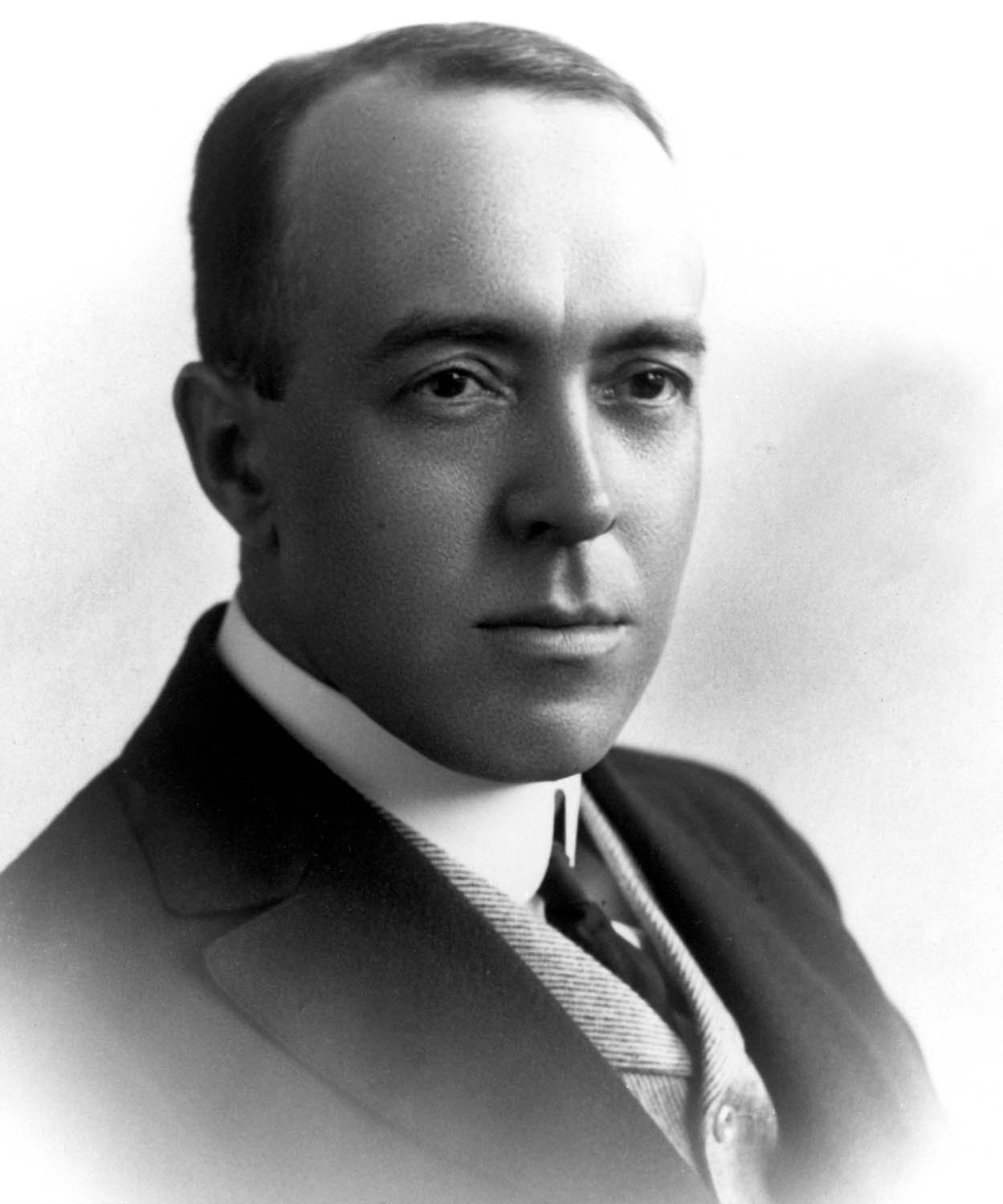
Edgar Rice Burroughs (1875–1950)

- Burroughs, Edith Woodman (1871–1916), amerikanische Bildhauerin
- Burroughs, Jackie (1939–2010), britisch-kanadische Film- und Theaterschauspielerin
- Burroughs, Jim (* 1942), US-amerikanischer Filmregisseur und -produzent
- Burroughs, John (1837–1921), US-amerikanischer Schriftsteller, Essayist, Naturforscher, Sozialphilosoph
- Burroughs, John (1907–1978), US-amerikanischer Politiker
- Burroughs, John Andrew junior (1936–2014), US-amerikanischer Diplomat
- Burroughs, Jordan (* 1988), US-amerikanischer Ringer
- Burroughs, Lorraine (* 1981), britische Schauspielerin
- Burroughs, Nannie Helen (1879–1961), US-amerikanische Pädagogin und Bürgerrechtlerin
- Burroughs, Sherman Everett (1870–1923), US-amerikanischer Politiker
- Burroughs, Silas Mainville (1810–1860), US-amerikanischer Politiker
- Burroughs, Wilbur (1884–1960), US-amerikanischer Diskuswerfer
- Burroughs, William S. (1914–1997), amerikanischer Schriftsteller
- Burroughs, William Seward I. (1857–1898), US-amerikanischer Unternehmer
- Burrow, Jamie (* 1977), britischer Straßenradrennfahrer
- Burrow, Joe (* 1996), US-amerikanischer American-Football-SpielerJoe Burrow (* 1996)

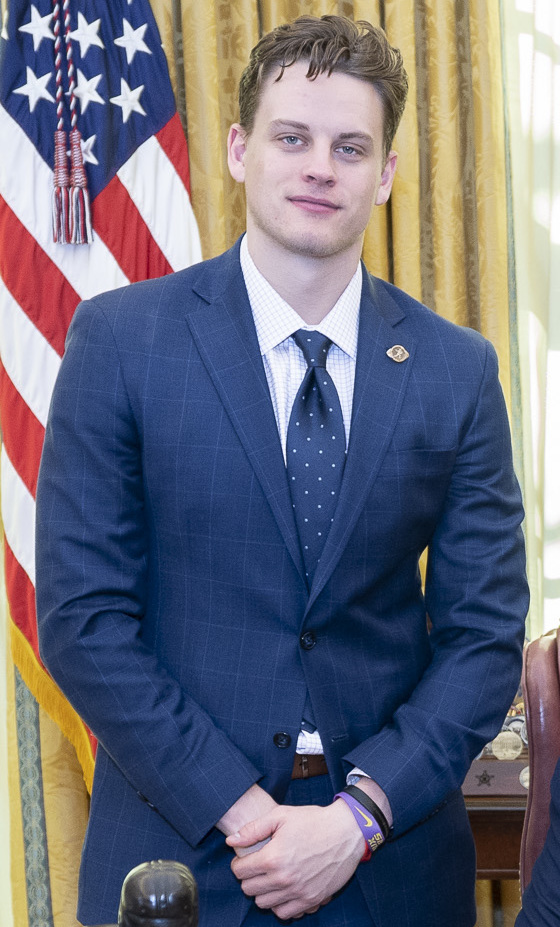
Joe Burrow (* 1996)

- Burrow, Milton C. (1920–2017), US-amerikanischer Tontechniker
- Burrow, Trigant (1875–1950), US-amerikanischer Psychoanalytiker
- Burrowes, Roy (1930–1998), US-amerikanischer Jazz-Trompeter
- Burrows, Abe (1910–1985), US-amerikanischer Autor, Dramatiker und Regisseur
- Burrows, Adam (* 1953), US-amerikanischer Astrophysiker
- Burrows, Alexandre (* 1981), kanadischer Eishockeyspieler und -trainer
- Burrows, Andy (* 1979), englischer Musiker
- Burrows, Bernard (1910–2002), britischer Diplomat und Schriftsteller
- Burrows, Brian (* 1988), US-amerikanischer Sportschütze
- Burrows, Cynthia J. (* 1953), US-amerikanische Chemikerin
- Burrows, Daniel (1766–1858), US-amerikanischer Politiker
- Burrows, Darren E. (* 1966), US-amerikanischer Schauspieler
- Burrows, Dave (* 1949), kanadischer Eishockeyspieler
- Burrows, David (* 1968), englischer Fußballspieler
- Burrows, Don (1928–2020), australischer Jazz-Flötist, Klarinettist und Saxophonist
- Burrows, Eva (1929–2015), australische Generalin der Heilsarmee
- Burrows, Jacen (* 1972), amerikanischer Illustrator und Comiczeichner
- Burrows, James (* 1940), US-amerikanischer Fernsehregisseur und Drehbuchautor
- Burrows, John P. (* 1954), Physiker, Geophysiker und Hochschullehrer
- Burrows, Joseph Henry (1840–1914), US-amerikanischer Politiker
- Burrows, Julius C. (1837–1915), US-amerikanischer Politiker
- Burrows, Karl (* 1967), englischer Snookerspieler
- Burrows, Kelsie (* 2001), nordirische Fußballspielerin
- Burrows, Larry (1926–1971), britischer Fotograf und Kriegsberichterstatter
- Burrows, Lorenzo (1805–1885), US-amerikanischer Politiker
- Burrows, Matthew (* 1985), nordirischer Fußballspieler
- Burrows, Mike (1943–2022), englischer Fahrraddesigner
- Burrows, Saffron (* 1972), britisch-US-amerikanische Schauspielerin und ModelSaffron Burrows (* 1972)

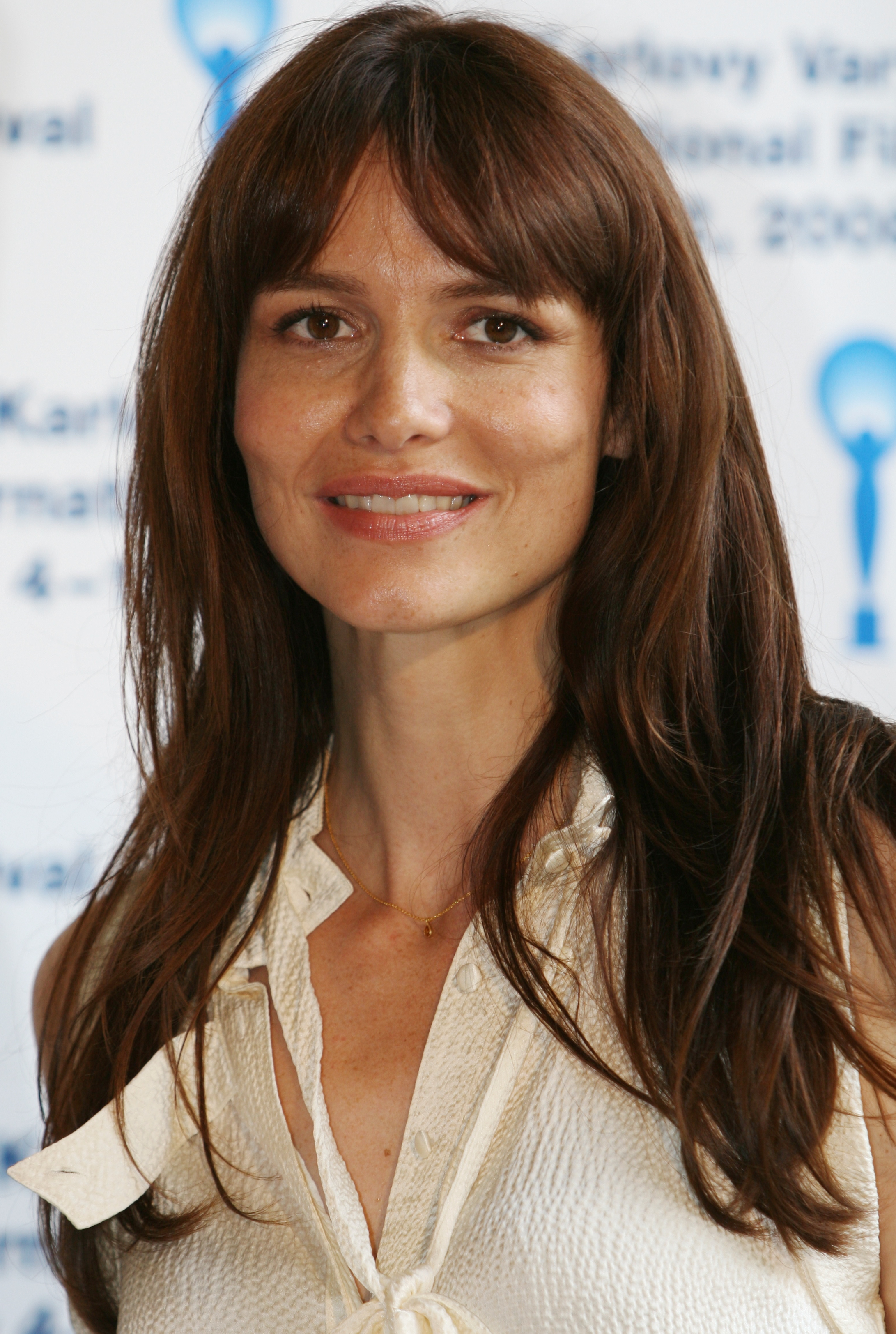
Saffron Burrows (* 1972)

- Burrows, Steven (* 1964), britischer Musiker und Bassist
- Burrows, Stuart (1933–2025), britischer Opernsänger der Stimmlage Lyrischer Tenor
- Burrows, Theodore Arthur (1857–1929), kanadischer Politiker und Unternehmer, Vizegouverneur von Manitoba
- Burrows, Tony (* 1942), britischer Studiosänger
- Burrows, Warren Booth (1877–1952), US-amerikanischer Jurist und Politiker
- Burrows, William Ward I (1758–1805), Befehlshaber des amerikanischen Marine Corps

### Burru
- Burruchaga, Jorge (* 1962), argentinischer Fußballspieler und -trainer
- Burruchaga, Román Andrés (* 2002), argentinischer Tennisspieler
- Burruni, Salvatore (1933–2004), italienischer Boxer im Fliegengewicht
- Burrus, Jean-Paul (* 1954), französischer Unternehmer
- Burrus, Maurice (1882–1959), elsässischer Unternehmer, Politiker und Philatelist
- Burrus, Sextus Afranius († 62), Prätorianerpräfekt zur Zeit Neros
- Burruss, Kandi (* 1976), US-amerikanische Produzentin, Sängerin und Schauspielerin

### Burry
- Burry, Michael (* 1971), US-amerikanischer Investor, Hedgefondsmanager und Arzt